# Az ártatlanság kora (film, 1993)
Az ártatlanság kora (eredeti cím: The Age of Innocence) 1993-ban bemutatott amerikai romantikus filmdráma Martin Scorsese rendezésében. A forgatókönyvet Edith Wharton azonos című regénye alapján Scorsese és Jay Cocks írta. A főbb szerepekben Daniel Day-Lewis, Michelle Pfeiffer és Winona Ryder látható. 
1993. augusztus 31-én mutatták be a Velencei Nemzetközi Filmfesztiválon. Az Amerikai Egyesült Államokban 1993. szeptember 17-től, Magyarországon 1994. február 10-tól vetítették a mozikban. Bár bevételi szempontból veszteséges volt, a kritikusok dicsérték a filmet. Négy BAFTA- és Golden Globe-díjra, valamint öt Oscar-díjra jelölték, amelyből elnyerte a legjobb jelmeztervezésért járó szobrocskát.
Az ártatlanság korát korábban az 1920-as és 30-as években filmesítették meg, illetve adaptálták a színpadra is.

## Cselekmény
A jó családból származó ügyvéd, Newland Archer eljegyzi a csinos és barátságos May Wellandot, ami rangjához méltó házasság. Tervezett életét kezdi megkérdőjelezni, amikor May unokatestvére, a gyönyörű Ellen Olenska grófnő Európából New Yorkba utazik, és társadalmi felfordulást okoz. Ellen elhagyta bántalmazó férjét, egy lengyel grófot, így kívülállóvá vált a New York-i elit körében, és családja nyílt botránytól tart. Archer különösen arra törekszik, hogy Ellen barátságos fogadtatásban részesüljön New York többi előkelő családja körében. Eközben szenvedélyesen beleszeret a nőbe, és kételkedni kezd a New York-i társadalomban, annak erkölcsében és nézeteiben.
Newland a Mayjel való szenvedélytelen házasság kilátásaival és a megcsontosodott társadalmi rendszerben való életével küzd. Nincs azonban elég bátorsága ahhoz, hogy felbontsa eljegyzését, és kitörjön a társadalomból. Megérti Ellen szabadságvágyát a gróftól való válással, de ügyvédként azt tanácsolja neki, hogy maradjon házas, mivel a válási folyamat kellemetlen pletykákat kavarhat, amelyek társadalmilag tönkretehetik. Ellen ezért a válás ellen dönt. Érzelmi konfliktusát feloldandó arra kéri Mayt és családját, hogy ne várjanak tovább a házasságkötéssel. May szkeptikus, és úgy érzi, hogy valami közte és vőlegénye közé állt, de mégis beleegyezik, miután a férfi biztosítja őt a szerelméről. Archer végül bevallja érzéseit Ellennek, aki viszonozza, de elmagyarázza, hogy most már túl késő - az esküvői előkészületek már javában folynak Archer hatására.
A Mayjel kötött házassága után Newland csak átmenetileg tudja elfojtani Ellen iránti titkos szerelmét. Ellen és Newland többször is találkozik, de ebből sosem alakul ki szerelmi viszony. Amikor Ellen meglátogatja nagyanyját New Yorkban, Archerrel a házasságtörésen és az együttélésen gondolkodnak. Ekkor azonban Ellen elzárkózik a férfitól: bejelenti, hogy hamarosan Európába távozik, ami teljesen meglepi Archert. Az Ellen számára rendezett búcsúest után, amely az első vacsora, amelyet May és Newland ad a társaságnak, May beszámol a terhességéről. May már korábban tájékoztatta Ellent a terhességéről, ami nyilvánvalóan a grófnő gyors távozásának oka volt.
Több mint 20 évvel később, miután felesége, May elhunyt, az immár 57 éves Newland Archer Párizsba utazik fiával, Teddel. Ted találkozót szervez Archer és az ott élő Ellen között. Newland nem látta a nőt, mióta elhagyta New Yorkot, és a nő az életében elszalasztott lehetőségek szimbólumává vált. Ted elmondja apjának, hogy May a halálos ágyán azt mondta neki, hogy mindig is tudta, hogy Newland mellett biztonságban van ő maga és a gyermekei, hiszen egyszer már lemondott arról, amit a legjobban akart, amikor a lány erre kérte. Archer azt válaszolja, hogy May soha nem kérte meg őt, de mégis vigasztalja, hogy legalább észrevette a fájdalmát. Newland úgy dönt, hogy nem akar újra találkozni Ellennel, és továbbra is a háza előtt ül, és a szerelmük régi emlékein mereng.

## Szereplők
| Szerep                 | Színész             | Magyar hangja   |
| ---------------------- | ------------------- | --------------- |
| Newland Archer         | Daniel Day-Lewis    | Jakab Csaba     |
| Ellen Olenska grófné   | Michelle Pfeiffer   | Kovács Nóra     |
| May Welland            | Winona Ryder        | Somlai Edina    |
| Mrs Welland            | Geraldine Chaplin   | Bessenyei Emma  |
| Henry van der Luyden   | Michael Gough       | Bodor Tibor     |
| Larry Lefferts         | Richard E. Grant    | Wohlmuth István |
| Regina Beaufort        | Mary Beth Hurt      | Papp Györgyi    |
| Ted Archer             | Robert Sean Leonard | Bor Zoltán      |
| Mr Letterblair         | Norman Lloyd        | Galamb György   |
| Mrs Mingott            | Miriam Margolyes    | Czigány Judit   |
| Sillerton Jackson      | Alec McCowen        | Pataki Imre     |
| Mrs Archer             | Siân Phillips       | Fodor Zsóka     |
| Rivière                | Jonathan Pryce      | Horányi László  |
| Louisa van der Luyden  | Alexis Smith        | Cseh Viktória   |
| Julius Beaufort        | Stuart Wilson       | Barbinek Péter  |
| narrátor               | Joanne Woodward     | Földi Teri      |
| Mrs Mingott szobalánya | June Squibb         | N/A             |

## Adaptációk, feldolgozások
A forgatókönyvet az amerikai írónő, Edith Wharton regénye alapján írták.
- 1924: The Age of Innocence – amerikai némafilm, amelyet Wesley Ruggles rendezett. A főbb szerepekben Beverly Bayne, Edith Roberts és Elliott Dexter. A film sajnos elveszett.
- 1928: The Age of Innocence – a regény színpadi feldolgozása, amelyet a Broadwayn adtak elő. Katharine Cornell játszotta Ellen Olenska grófnét.
- 1934: The Age of Innocence – amerikai filmdráma, amit Philip Moeller rendezett. A főbb szerepekben Irene Dunne, John Boles és Julie Haydon.

## Fogadtatás

### Kritikai visszhang
A film jól teljesített a kritikusoknál. A Rotten Tomatoeson 88%-os minősítést ért el 64 értékelés alapján, az összefoglaló szerint: „Martin Scorsese Az ártatlanság korának elegáns adaptációja egyformán romantikus és vágyakozó, a stílus és a tematikus visszafogottság diadalmas gyakorlata.” Anthony Lane a New Yorkertől azt írta: „Az élet az 1870-es évek New Yorkjában lehet, hogy kényszeres volt, de sosem volt unalmas - ha Scorsese kamerája bármit is mutat.” Peter Bradshaw a Guardiantől azt írta: „Az ártatlanság kora fényűző műalkotás.” Owen Gleiberman az Entertainment Weeklytől azt írta: „Még akkor is, ha már hozzászoktál ahhoz, hogy Martin Scorsese (Dühöngő bika, Cape Fear) kosztümös drámát rendez, nem biztos, hogy felkészültél Az ártatlanság kora pazarul furcsa és finom univerzumára.”
A Metacritic 90 pontot adott a 100-ból 35 vélemény alapján. Jay Carr a Boston Globe-tól azt írta: „Az ártatlanság kora a filmvásznon is lenyűgöző, mélységi töltetekkel teli korszakos darab.” Jonathan Rosenbaum a Chicago Readertől azt írta: „Bármennyire is gyönyörűen van megrendezve ez a produkció, Scorsese hagyja, hogy a díszlet átvegye az irányítást, így Wharton meséje a társadalmi korlátokról csak rohamokban és kezdetben jön át. De ez egy nemes kudarc.” Bill Cosford a Miami Heraldtól azt írta: „Ez egy olyan történet, amelyről utólag láthatjuk, hogy Scorsese-re várt. És így is lett. Az eredmény csodálatos.”

### Bevétel adatai
A Box Office Mojo szerint a film veszteséges volt. A 34 millió dolláros költségvetésre 32 millió dolláros bevételt ért el.

## Fontosabb díjak és jelölések
| Esemény                                   | Díj                    | Kategória                                              | Eredmény |
| ----------------------------------------- | ---------------------- | ------------------------------------------------------ | -------- |
| 47. BAFTA-gála                            | BAFTA-díj              | Legjobb női mellékszereplő – Miriam Margolyes          | Elnyerte |
| 47. BAFTA-gála                            | BAFTA-díj              | Legjobb női mellékszereplő – Winona Ryder              | Jelölve  |
| 47. BAFTA-gála                            | BAFTA-díj              | Legjobb operatőr                                       | Jelölve  |
| 47. BAFTA-gála                            | BAFTA-díj              | Legjobb díszlet                                        | Jelölve  |
| 39. David di Donatello-gála               | David di Donatello-díj | Legjobb külföldi színésznő – Michelle Pfeiffer         | Jelölve  |
| 51. Golden Globe-gála                     | Golden Globe-díj       | Legjobb filmdráma                                      | Jelölve  |
| 51. Golden Globe-gála                     | Golden Globe-díj       | Legjobb rendező                                        | Jelölve  |
| 51. Golden Globe-gála                     | Golden Globe-díj       | Legjobb női főszereplő (filmdráma) – Michelle Pfeiffer | Jelölve  |
| 51. Golden Globe-gála                     | Golden Globe-díj       | Legjobb női mellékszereplő – Winona Ryder              | Elnyerte |
| 36. Grammy-gála                           | Grammy-díj             | Legjobb filmzene                                       | Jelölve  |
| 66. Oscar-gála                            | Oscar-díj              | Legjobb női mellékszereplő – Winona Ryder              | Jelölve  |
| 66. Oscar-gála                            | Oscar-díj              | Legjobb adaptált forgatókönyv                          | Jelölve  |
| 66. Oscar-gála                            | Oscar-díj              | Legjobb látványtervezés                                | Jelölve  |
| 66. Oscar-gála                            | Oscar-díj              | Legjobb jelmeztervezés                                 | Elnyerte |
| 66. Oscar-gála                            | Oscar-díj              | Legjobb eredeti filmzene                               | Jelölve  |
| 1993-as Velencei Nemzetközi Filmfesztivál | Elvira Notari-díj      | Elvira Notari-díj                                      | Elnyerte |